# The Untamed (film fra 1920)
The Untamed er en amerikansk stumfilm fra 1920 af Emmett J. Flynn.

## Medvirkende
- Tom Mix som Whistling Dan
- Pauline Starke som Kate Cumberland
- George Siegmann som Jim Silent
- Philo McCullough som Lee Haines
- James O. Barrows som Joe Cumberland
- Charles K. French som Tex Calder
- Pat Chrisman som Kilduff
- Sid Jordan som Hal Purvis
- Major J.A. McGuire som Morgan
- Frank Clark som Morris
- Joe Connelly som Buck Daniels